# Джессіка Іскандар
Джессіка Іскандар (англ. Jessica Iskandar; нар. 29 січня 1988 року, м. Джакарта, Індонезія) — індонезійська актриса на прізвисько Чіка, починала свою кар'єру як фотомодель. Після спроб влаштуватись в деяких агентствах, Чіка отримала роль Кари у фільмі Dealova в 2005. Чіка також недовго знімалась у малайзійському фільмі Diva  (2007). В даний час вона більше грає в телесеріалах, а також у головній ролі в рекламі, та є ведучою «Страйку» на RCTI з березня 2011 року.

## Фільмографія
| Рік  | Назва               | Роль  |
| ---- | ------------------- | ----- |
| 2005 | Dealova             | Карра |
| 2007 | діва (фільм)        | мея   |
| 2008 | розбитого кохання   | Сасиа |
| 2009 | обіти (фільм)       | Сінді |
| 2010 | підроблені дружини  | Медді |
| 2012 | Кунг-фу Діви привид | мемеу |